# Nazyr Mankíyev
Nazyr Yunúzovich Mankíyev (en ruso: Назыр Юнузович Манкиев; Surjaji, 27 de enero de 1985) es un deportista ruso de origen ingusetio que compite en lucha grecorromana. Su hermano Bekján campitió en el mismo deporte.
Participó en los Juegos Olímpicos de Pekín 2008, obteniendo la medalla de oro en la categoría de 55 kg. Ganó dos medallas de bronce en el Campeonato Mundial de Lucha, en los años 2007 y 2010, y una medalla de plata en el Campeonato Europeo de Lucha de 2010.

## Palmarés internacional
| Juegos Olímpicos   | Juegos Olímpicos  | Juegos Olímpicos  | Juegos Olímpicos |
| Año                | Lugar             | Medalla           | Categoría        |
| ------------------ | ----------------- | ----------------- | ---------------- |
| 2008               | Pekín (China)     | Medalla de oro    | 55 kg            |
| Campeonato Mundial |                   |                   |                  |
| Año                | Lugar             | Medalla           | Categoría        |
| 2007               | Bakú (Azerbaiyán) | Medalla de bronce | 55 kg            |
| 2010               | Moscú (Rusia)     | Medalla de bronce | 55 kg            |
| Campeonato Europeo |                   |                   |                  |
| Año                | Lugar             | Medalla           | Categoría        |
| 2010               | Bakú (Azerbaiyán) | Medalla de plata  | 55 kg            |